# Диренков Станіслав Олексійович
Станіслав Олексійович Диренков (нар. 10 червня 1937 — 10 листопада 1988) — відомий радянський ботанік, лісівник, видатний діяч в галузі охорони природи.
С. О. Диренков народився 10 червня 1937 р. в Ленінграді в сім'ї робітника. Закінчив лісогосподарський факультет Ленінградської лісотехнічної академії, потім працював в Ленінградському НДІ лісового господарства, очолював кафедру ботаніки Ленінградського педагогічного інституту, захистив кандидатську, а потім і докторську дисертацію. Основні його праці присвячені лісознавству і лісівництву.
З 1987 р. він працював завідувачем Камчатського відділу природокористування Тихоокеанського інституту географії ДВВ АН СРСР. Вчений активно займався природоохоронною діяльністю, брав участь у ряді міжнародних і всесоюзних природоохоронних конференцій.
10 листопада 1988 р., коли вченому повідомили про розчленування ядра майбутнього інституту, він покінчив з собою.

## Природоохоронна діяльність
Разом з О. М. Краснітським, С. О. Диренков став розгортати вітчизняну заповідну справу в бік імперативу Г. О. Кожевнікова про абсолютну заповідність. Ця робота велася вченим у трьох напрямках. По-перше, спільно з О. М. Краснітським він приступив до розробки нормативної бази концепції абсолютної заповідності, без якої неможлива її реалізація на практиці. По-друге, спільно з О. М. Краснітським, він зробив чимало для критики різних регуляційних заходів (насамперед сіножатей) в заповідниках. І, по-третє, він зайнявся реанімуванням в науковому співтоваристві самого імперативу Г. О. Кожевнікова про абсолютну заповідність.
С. О. Диренков був одним з головних ідеологів створення в системі лісового господарства Росії лісових резерватів, де має дотримуватися абсолютно заповідний режим. Один з таких резерватів — «Вепський ліс» був створений з його ініціативи в Ленінградській області в 1970 р. На його думку, площа лісових резерватів повинна становити не менше 1% від загальної лісової площі по кожній адміністративній області (краю, АРСР). Ідея лісових резерватів була підтримана Міністром лісового господарства РРФСР А. І. Звєрєвим, і в 1979–1990 роках органи лісового господарства Росії повинні були провести роботу з виділення лісових резерватів в Європейській частині Росії, в Сибіру і на Далекому Сході. С. О. Диренковим з колегами були розроблені проекти методичних рекомендацій та положення про лісові резервати.
Вчений писав:
 Своїми дослідженнями ми прагнемо охопити найбільші масиви корінних лісів середньої і південної тайги, щоб зафіксувати які у них зміни.
Поряд з такими дослідженнями слід невідкладно приступити до виділення і охорони найбільш цінних ділянок незайманих лісів, краще всього у складі корінних ландшафтних комплексів. Для вирішення цього питання необхідно, по-перше, відбирати об'єкти, що заслуговують охорони, по-друге, приводити їх до відома, по-третє, оформляти їх у натурі, складати докладні паспорти і передавати під опіку спеціального координуючого центру. 
У своїй монографії «Структура і динаміка тайгових ялинників», С. О. Диренков підняв питання про захист унікальної російської частини дикої природи — спонтанної тайги, під якою розумів «ту частину сучасного тайгового біома, де вплив людини на природні процеси, що відбуваються, був маловідчутний». «Величне явище природи — спонтанна тайга», — писав учений, — на жаль, відходить у минуле безповоротно. Незабаром залишки справжньої європейської тайги можна буде спостерігати і вивчати тільки в небагатьох заповідниках і спеціальних резерватах".
Однак найбільшу цінність з точки зору справжньої охорони природи представляють роботи вченого, в яких він обґрунтовує, розвиває і відстоює принцип абсолютної заповідності.
У своїй класичній роботі: «Основні функції заповідних територій та їх відображення в режимі охорони лісових екосистем», написаній в співавторстві з директором Центрально-Чорноземного заповідника, одним з яскравих діячів заповідної справи Росії О.M Краснітським, він вступає в гостру полеміку з відомими вітчизняними авторитетами в галузі охорони рослинного світу, ботаніками Б. П. Колесніковим і A.M. Семеновою-Тян- Шанською, які виступали проти абсолютно заповідного режиму, зокрема, для трав'яних екосистем.
С. О. Диренков і О.M. Краснітський писали:
 З початком використання заповідних територій у наукових цілях виникла і триває досі дискусія про те, якою мірою для збереження об'єктів може бути виняток (і чи повинно бути виключено) втручання людини. Абсолютно ясно, що в епоху науково-технічної революції… повне виключення нереально… Мова може йти про зведення до мінімуму такого впливу, про виключення прямого безпосереднього впливу на заповідні об'єкти. У зазначеному сенсі принцип «абсолютного заповідання» є здійсненним (…) Нам видається, що і для теорії, і для практики заповідної справи повне виключення всіх видів господарської діяльності на еталонних територіях необхідно (…) Принцип повної заповідності в цілому ряді випадків повинен дотримуватися, а абсолютні резервати в лісовій зоні є незамінними і обов'язковими джерелами інформації.

Надаючи великого значення такій важливій формі охорони природи в нашій країні, як заповідники, слід вважати, що в них, як правило, вся площа — це великий абсолютний резерват. 
На думку С. О. Диренкова, головне завдання природних об'єктів з абсолютним режимом заповідання — одержання унікальної інформації про процеси, що спонтанно розвиваються в природних системах:
 До найважчих втрат відноситься зникнення об'єктивно існуючих джерел інформації, в результаті загибелі природних об'єктів, що спонтанно розвиваються, — на всіх рівнях біологічних і екологічних систем. Людство позбавляється можливості повноцінного самоконтролю, що дозволяє налагодити і підтримувати найбільш адекватну систему взаємодії з середовищем існування. Затримати (зупинити?) втрату потенційної інформації, що міститься в названих природних об'єктах, може організація продуманої системи територій і акваторій з абсолютно заповідним режимом охорони. 
Порівнюючи косимі і некосимі (абсолютно заповідні) ділянки у Центрально-Чорноземному заповіднику, О.M. Краснітський і С. О. Диренков приходять до дуже важливого висновку: « Некосимий луговий степ має найбільше наукове значення, оскільки в повному обсязі відповідає всім трьом генеральним функціям заповідника: збереження банку гено-ценофонду живих організмів, природного еталону та моніторингу».
О.M. Краснітський і С. О. Диренков продовжили розвивати найважливіший принцип абсолютної заповідності:
 У зв'язку з дискусією про те, чи припустимо в принципі регулювання стану рослинності заповідних територій, пропонується чітко розділити дві несумісні на загальній площі функції заповідання:1) отримання нової інформації при вивченні екологічних систем, що спонтанно розвиваються; 2) фіксація та консервація певного, в основних рисах відомого, стану екологічних систем шляхом імітації або повного збереження того режиму, який з'явився умовою їх виникнення.

Перше можливо тільки в абсолютних резерватах, де повинні бути виключені всі впливи людини, крім неминучих, глобальних змін середовища. «Нормальний» стан рослинного покриву таких об'єктів має відповідати теоретичним відомостям про поліклімакс. 
В іншій своїй класичній статті «Про засади жорсткої резервації територій», опублікованій за кілька років до загибелі, С. О. Диренков підбив підсумок своїм поглядам щодо абсолютного заповідання:
 Не можна при господарських експериментах здобувати знання про те, як йшли б сукцесії при відсутності, а вірніше при мінімізації втручання людини. Отже, слід називати заповідники заповідниками, маючи на увазі, що головне в них — незамінні інформаційні ресурси… Разом з колегами-однодумцями я не раз виступав на захист принципу абсолютного заповідання. Доводи на користь його дотримання і міркування, засновані на фактах його здійсненності, продовжують здаватися мені переконливими (…) Ще раз коротко викладу суть основних ідей. Локальні природні популяції, корінні біоценози і біогеоценози невеликої протяжності можуть бути збережені з усією повнотою їх генофонду в умовах щадного господарського режиму, тобто там, де вплив людини не виходить за межі тих природою запрограмованих номерів за висловом Г. Ф. Морозова (1930), які були характерні для еволюції голоценовой біоти і в доісторичні часи. Збережені ж корінні повночленні екосистеми великих розмірів, у високому ступені репрезентативні основними біомами землі, можуть і повинні бути збережені як еталони спонтанної структури та динаміки в цілях набуття нових фундаментальних знань, в цілях регіонального та глобального моніторингу тільки при абсолютному заповіданні значних за площею територій і акваторій. Абсолютно заповідний режим не повинен виключати дію (у деяких випадках) будь-яких природних стихій, наприклад пожеж в тайзі. Його застосування зовсім не виходить з уявлень про повну врівноваженість відносин у природних екосистемах, тобто спрощеного уявлення про клімакс" (…).

Принцип повної заповідності, або жорсткоюї резервації територій ніколи не ставив рамок для «неповної заповідності», заказування або інших форм охорони природи. Його дотримання пов'язано з досягненням певних цілей і точно адресовано. Шкода, що діалектичне розуміння цього принципу заблоковано, здається, деякими сучасними екологами. Вони пропонують відступати крок за кроком від наріжних ідей заповідної справи, регулювати відносини в природних екосистемах («заради їх збереження») на основі сьогоднішніх далеко не повних знань, «виправляти» одне порушення іншим. Але людина не може брати на себе роль творця спонтанних природних систем, зберігати які необхідно. 

## Публікації з проблем охорони природи
- Дыренков С.A. Необходимость охраны девственных лесов европейского Севера // Вопросы охраны ботанических объектов. — Л.:Наука, 1971. — С. 212–214.
- Дыренков С. А. Создание рациональной сети лесных резерватов в Ленинградской области // Пробл. организации и исследования охран. природ. территорий. — Саласпилс, 1982. — С. 57-60.
- Дыренков С. А. Сеть резерватов для охраны растительных сообществ и природных экосистем Ленинградской области // Пути решения вопросов рац. использования и охраны природ. ресурсов Ленинграда и Ленинград. обл. — Л.:ЗИН, 1984. — С. 188–191.
- Дыренков С. А., Савицкий С. С. Резерват «Вепсский лес» (Методические указания и каталог важных объектов). — Л.:ЛНИИЛХ, 1981. — 60 с.
- Дыренков С. А., Федорчук В. Н. Лесная растительность заповедного участка «Вепсский лес» (восток Ленинградской области) // Бот. журн. — 1975. — Т. 60, № 3. — С. 424–431.
- Краснитский А. М., Дыренков С. А. Сравнительная оценка луговых и степных экосистем, формирующихся при косимом и некосимом режиме заповедной охраны // Бюлл. МОИП, отд. Биол. — 1982. — № 4. — С. 102–110.

## Про нього
- Борейко В. Е. Профессор С. А. Дыренков — забытый рыцарь абсолютной заповедности // Гуманитар. экол. журн. — 2010. — Вып. 1. — С. 61-65.
- Парникоза И. Ю., Борейко В. Е. Идеи С. А. Дыренкова и их применение в практике природоохраны в Украине и других странах // Сохранение биоразнообразия Камчатки и прилег. морей. — П.-Камчатский, 2010. — С. 38-42.

## Ресурси Інтернету
- Збірка праць, присвячена пам'яті С. О. Диренкова  [Архівовано 4 жовтня 2013 у Wayback Machine.]
- Профессор С. А. Дыренков — забытый рыцарь абсолютной заповедности  [Архівовано 4 жовтня 2013 у Wayback Machine.]